# Ottavio Bottecchia

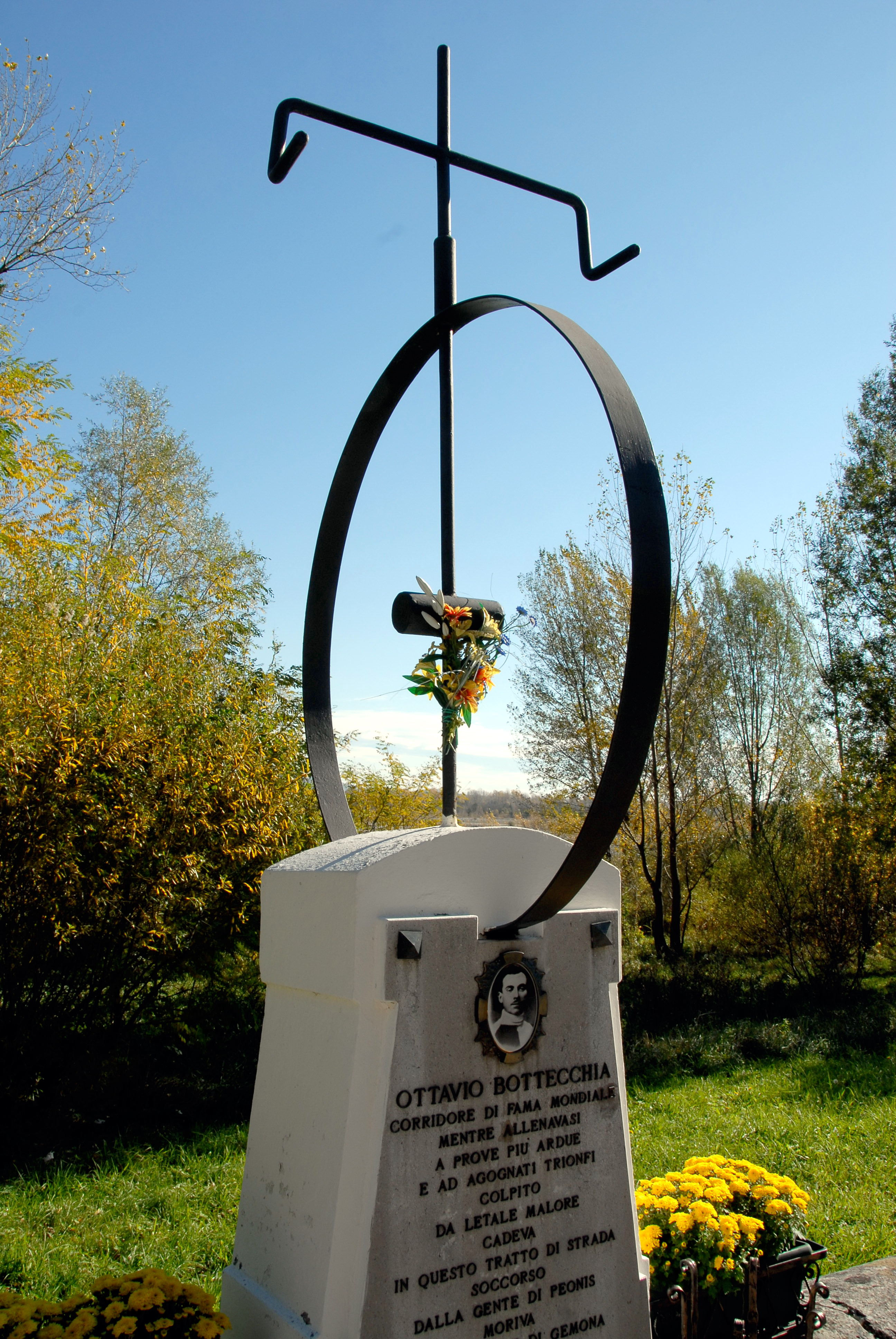
Monumento perto de Trasaghis.

Ottavio Bottecchia (Colle Umberto, Úmbria, 1 de agosto de 1894 – Gemona del Friuli, 14 de junho de 1927) foi um ciclista italiano vencedor por duas vezes do Tour de France.
Bottecchia nasceu numa pequena aldeia da região italiana de. De família humilde e quase analfabeto começou a trabalhar como pedreiro até aprender a andar de bicicleta na época da Primeira Guerra Mundial.
Venceu as edições do Tour de France de 1924 e 1925. A sua trágica morte foi sempre uma incógnita, pois foi encontrado moribundo perto de Trasaghis em 3 de junho de 1927 com uma fractura no crânio e junto a uma estrada. Levado ao hospital de Gemona del Friuli, faleceu 11 dias depois. Houve dois homens que confessaram o assassinato alguns anos depois: um camponês que julgava que Bottecchia estava a roubar-lhe uvas e afirmou tê-lo morto com uma pedra, e um assassino italiano contratado que antes de morrer terá dito que a morte de Bottecchia era uma morte por encomenda devido à sua oposição ao fascismo.

## Palmarés
- 1923
  - 1 etapa no Tour de France 1923 e 2º lugar na geral
- 1924
  - 1º lugar no Tour de France 1924 (venceu 4 etapas)
- 1925
  - 1º lugar no Tour de France 1925 (venceu 4 etapas)
- 1926
  - venceu uma etapa da Volta ao País Basco